# Deutsche Jugendförderung Motorsport
Die Deutsche Jugendförderung Motorsport (DJFM) ist eine private Motocross-Rennserie.
Die DJFM-Meisterschaften werden seit Anfang der 1990er-Jahre ausgetragen und die DJFM beging 2017 ihr 25-jähriges Jubiläum. Es wird ab 50 cm³ in 14 Klassen gefahren. Diese Klassen umfassen alle Alters- und Hubraumklassen. Es werden überwiegend reine Motocrossläufe gefahren. Zusätzlich werden Classicläufe von Baujahr 1960 bis 1972 bzw. Twin-Shock von Baujahr 1972 bis 1985 gefahren.
Prominentester Fahrer in der DJFM war der Motocross-Weltmeister Ken Roczen, der dort seine Karriere begann, die DJFM-Meisterschaft 2000 im Alter von 6 Jahren gewann und dort insgesamt mehr als 250 Rennen fuhr.
Während einer jährlichen Saison werden etwa 15 Läufe vorrangig auf Strecken in der Region Mitteldeutschland gefahren.
Teilnahmeberechtigt sind Fahrer mit einer DJFM-Lizenz. Der Erwerb einer Tageslizenz für einzelne Läufe ist möglich, die Punkte aus diesen Läufen fließen aber nicht in die Meisterschaftswertung der Saison ein.

## Punkteverteilung
Der Sieger eines Rennens erhält 20 Punkte, der Zweite 17 und der Dritte 15, letzter für Punkte Berechtigter ist der 15. Platz mit einem Punkt.
| Punkteverteilung | Punkteverteilung | Punkteverteilung | Punkteverteilung | Punkteverteilung | Punkteverteilung | Punkteverteilung | Punkteverteilung | Punkteverteilung | Punkteverteilung | Punkteverteilung | Punkteverteilung | Punkteverteilung | Punkteverteilung | Punkteverteilung | Punkteverteilung |
| ---------------- | ---------------- | ---------------- | ---------------- | ---------------- | ---------------- | ---------------- | ---------------- | ---------------- | ---------------- | ---------------- | ---------------- | ---------------- | ---------------- | ---------------- | ---------------- |
| Platz            | 1                | 2                | 3                | 4                | 5                | 6                | 7                | 8                | 9                | 10               | 11               | 12               | 13               | 14               | 15               |
| Punkte           | 20               | 17               | 15               | 13               | 11               | 10               | 9                | 8                | 7                | 6                | 5                | 4                | 3                | 2                | 1                |